# Большая Печёрская улица
Больша́я Печёрская у́лица — улица в историческом центре Нижнего Новгорода.
Проходит от улицы Пискунова до пересечения с Радужной улицей, далее продолжается по прямой как улица Родионова.
Известна с начала XVII века. Название получила по Вознесенскому Печерскому монастырю, к которому вела.

## История
История планировки и застройки Большой Печёрской улицы до XVII века точно не известна. Предполагается, что улица возникла как часть древней дороги в «Понизовье» (будущий Казанский тракт), ведшей от Дмитриевских ворот Нижегородского кремля в сторону Казани. Писцовая книга Нижнего Новгорода 1621—1622 годов фиксировала Большую Печёрскую улицу как уже существующую, которая на тот момент шла «от нового острогу и осыпи от Печерских острожных ворот к старым к острожным воротам» (по современной ситуации — от улицы Пискунова до улицы Семашко). Застройка носила усадебный характер (дворы с садами и огородами) и располагалась по обе стороны улицы.
В конце XVIII — начале XIX веков застройка и планировка улицы претерпевают изменения, характерные для переустройства российских городов периода русского классицизма. Регулярная планировка северо-восточной части Нижнего Новгорода была предусмотрена уже первым регулярным планом 1770 года. Территория между бровкой Волжского откоса и Ковалихинским оврагом была разбита на кварталы правильной геометрической конфигурации. В начале Большой Печёрской улицы, перед Архиерейским садом, была устроена небольшая площадь, на которой в самом конце XVIII века был выстроен комплекс деревянных строений публичного театра князя Н. Г. Шаховского.
Улица стала активно застраиваться с 1810-х годов, а общее развитие прилегающей территории было закреплено генеральным планом 1839 года и являлось частью масштабных градостроительных преобразований, проводившихся в городе по велению императора Николая I. Застройка улицы в этот период продвинулась на восток, выйдя на линию современной улицы Фрунзе. Формирование застройки совпало с периодом позднего классицизма в русской архитектуре. В данном стиле в 1830-х — 1850-х годах было выстроено несколько добротных жилых зданий: дом Веселовских (1839, арх. Г. И. Кизеветтер), дом Остатошниковых-Рудинских (1848—1855, арх. А. А. Пахомов, Н. И. Ужумедский-Грицевич) и др.
К началу 1850-х годов Большая Печёрская улица выходит к Казанской заставе (сегодня — Сенная площадь), переходя затем в новую Солдатскую слободу (нынешняя часть улицы от Сенной площади до пересечения с улицей Сеченова). Таким образом улица стала одной из самых протяжённых в городе. Примерно в то же время ликвидируется площадь в начале улицы, на которой стояло уничтоженное пожаром здание театра Шаховского. Новая площадь обустраивается рядом с городской границей, между Большой Печёрской и Жуковской улицами. В 1856—1867 годах здесь была построена Троицкая Верхнепосадская церковь, а площадь получает именование в честь неё — Троицкая. С восточной стороны площади в 1858 году был возведён комплекс Второй Кремлёвской полицейской и пожарной части.
Во второй половине XIX — начале XX веков застройка сохраняла усадебный характер, но становилась всё более представительной, так как улица служила одним из главных въездов в город (со стороны Казани). Наряду с дворянскими усадьбами, появляются богатые купеческие и мещанские усадьбы (Башкировых, Рукавишниковых). Преобладающим направлением архитектурного стиля становится эклектика.
С 1921 по 1927 год носила имя Троцкого, с 1927 по 1944 — Карла Либкнехта, с 1944 по 1990 — Лядова.
В декабре 2020 года на улице были снесены три исторически ценных деревянных дома № 85, 87 и 87а, в 2018 году законсервированные на пожертвования нижегородцев для сохранения и последующего ремонта.

## Здания и сооружения

### По нечётной стороне
- № 1, 3 — Усадьба Е. В. Веселовской

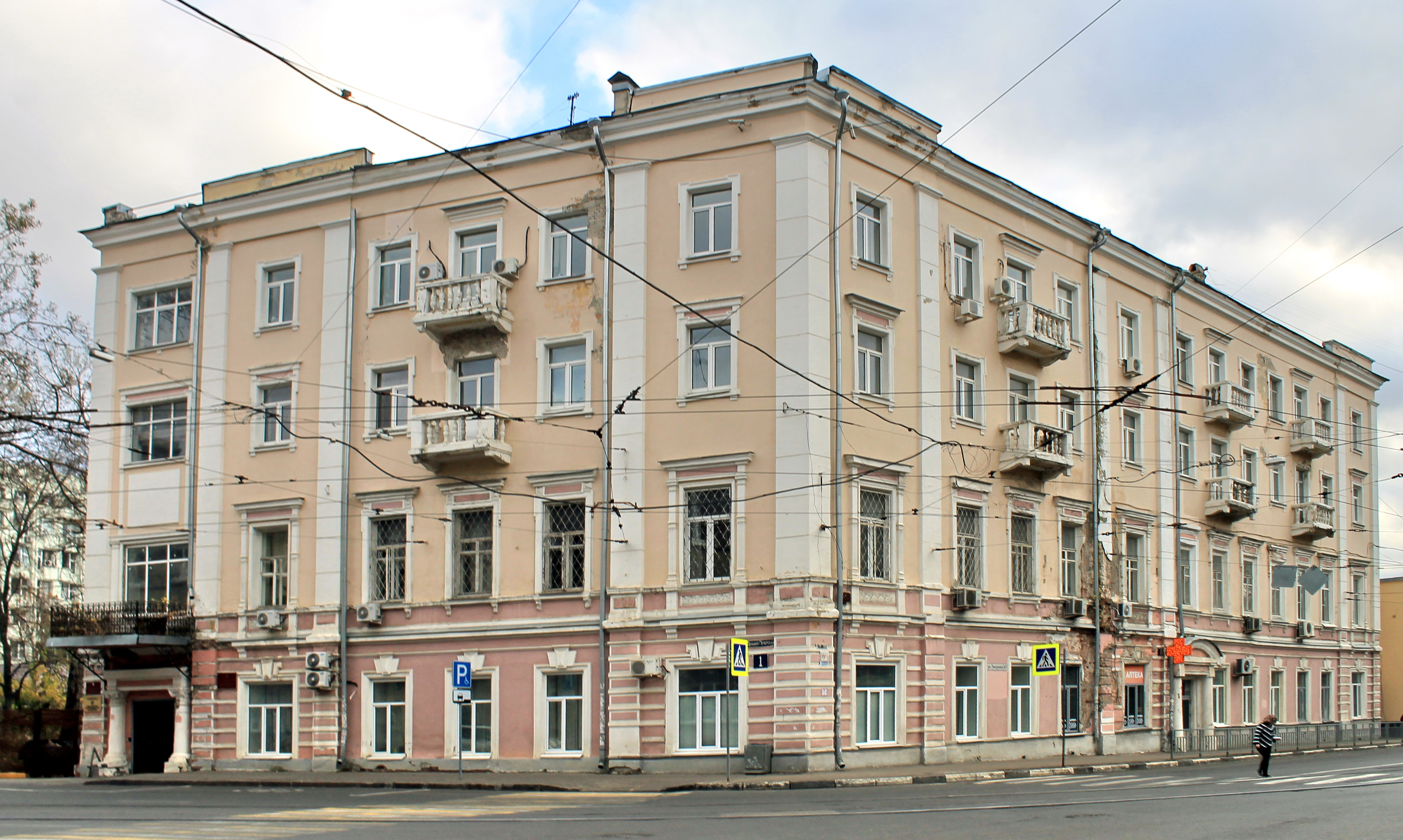
Дом дворян Веселовских

В начале XIX века участок земли на пересечении Осыпи и Большой Печёрской улицы принадлежал дворянам Веселовским. В усадьбе Веселовских 7 октября 1828 года родился будущий сенатор Михаил Павлович Веселовский, оставивший мемуарные воспоминания о Нижнем Новгороде. Его отец — дворянин Нижегородской губернии, статский советник Павел Алексеевич Веселовский, мать — Екатерина Васильевна, в девичестве Демидова. Усадьба была записана на её имя. В период 1834—1839 годов, при переустройстве Нижнего Новгорода, были определены новые красные линии улиц и старый усадебный дом оказался внутри двора. Е. В. Веселовская (урождённая Демидова) заказала архитектору Г. И. Кизеветтеру проект нового каменного двухэтажного дома на сводчатых подвалах. Проект был утверждён императором 4 февраля 1839 года.
В 1870-е годы усадьбой владели Зябловы. К 1881 году была перестроена бывшая лавка-флигель (современный дом № 3 по улице Большой Печерской), первоначальный объём здания был увеличен почти в два раза, а архитектура кардинально изменена. Земельный участок под домом был выделен из усадьбы и позже им владели многочисленные наследники С. К. Кузьмина и А. С. Вяхирев. В 1901 году главный дом усадьбы выкупило Министерство финансов под размещение в нём Нижегородской казённой палаты, которая располагалась здесь вплоть до революции.
В первые годы советской власти в одном из выходящих во двор выступов здания жила жена Я. М. Свердлова. В 1930-х годах здание, как и бывшая лавка, было надстроено двумя этажами, сильно исказился облик здания. Надстройка обоих домов производилась с целью строительства квартир для работников пивзавода. В 1970-х годах вся южная часть квартала пошла под снос. В течение XX века деревянная застройка усадьбы была полностью утрачена, как и усадебный сад.
- № 5 — Жилой дом с офисами

До 2000 года на данном участке стояла усадьба Башкировых. В 1999—2000 годах усадьбу полностью снесли, а на её месте возвели комплекс жилого дома с офисами по проекту архитектора И. Гольцева. От исторического комплекса усадьбы сохранились только каменные ворота XIX века. По линии Большой Печёрской улицы были встроены два объёма. В облике углового здания № 5/9 отражены фантазии архитектора на тему того, как выглядела провинциальная архитектура доходного дома XIX века. Второй объём представляет собой единственный в Нижнем Новгороде пример восстановления исторического фасада с учётом полного сноса дома и воссоздания всего лепного декора на основе научно проведённых обмеров (арх. А. Н. Васильева).
- № 7 — Дом П. С. Остатошникова

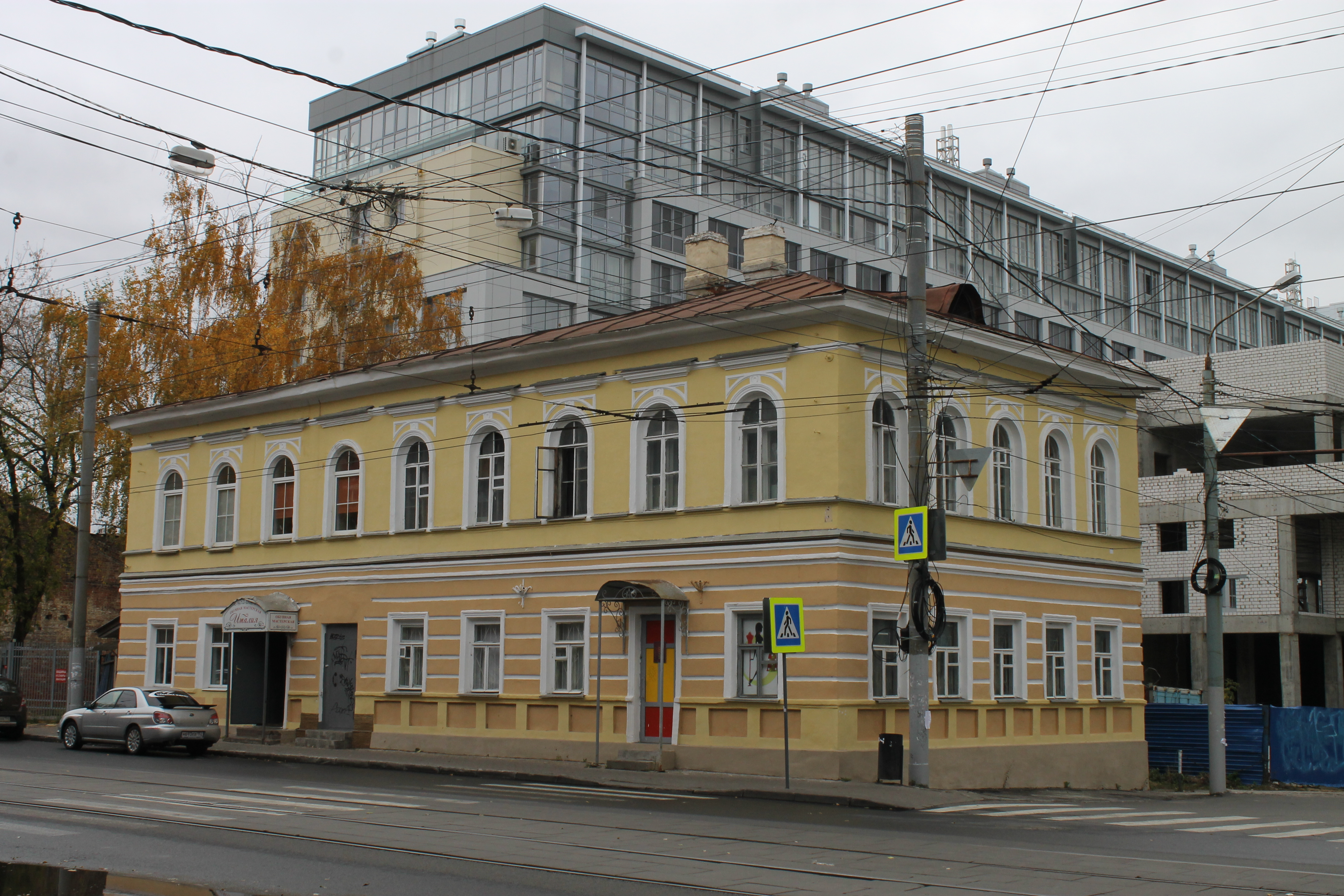
Дом П. С. Остатошникова

На углу Большой Печёрской и Больничной (сегодня — Нестерова) улиц издавна располагался деревянный дом с лавкой, принадлежавший мещанам Остатошниковым. В 40-х годах XIX века Павел Остошников стал купцом третьей гильдии и решил построить на родовом крепостном участке каменный двухэтажный дом. Проект был заказан проживавшему недалеко архитектору А. А. Пахомову.
В 1854 году дом купила Надежда Яковлевна Рудинская, решившая вместо лавки пристроить к дому такой же объём с каменным карнизом и деревянным верхним этажом. Проект, стилизованный под творчество Пахомова, был выполнен городовым архитектором Н. И. Ужумедским-Грицевичем и 6 апреля 1855 года утверждён комиссией. В результате дом сохранил первоначальный архитектурный облик по улице Нестерова, а по Большой Печёрской получил удлинённый фасад в девять окон.
- № 11 — Усадьба А. И. Башкировой

Владела усадьбой Анна Игнатьевна Башкирова, жена одного из нижегородских мукомолов-миллионеров. В 1882 году она заказала проект одноэтажного деревянного дома на каменном фундаменте архитектору Н. Б. Фельдту. Планы фасадов были утверждены 23 марта 1882 года и в течение лета дом был отстроен и оштукатурен. В 1894 году в условиях подготовки Нижнего Новгорода к открытию Всероссийской промышленно-художественной выставки 1896 года купчиха приняла решение отремонтировать дом с изменением фасада. Новый проект составил инженер В. М. Лемке. В 1918 году усадьба была экспроприирована. До 1939 года в зданиях размещалась конная милиция, позже здания приспособлены под жильё. До настоящего времени сохранились оригинальные фасады главного дома, с незначительными утратами штукатурного декора. Изменена внутренняя планировка, полностью переделана парадная лестница, не сохранились интерьеры парадного лестничного холла и полуподвальных помещений. Флигель и хозяйственный корпус не используются и разрушаются.
- № 13 — Усадьба А. И. Башкировой

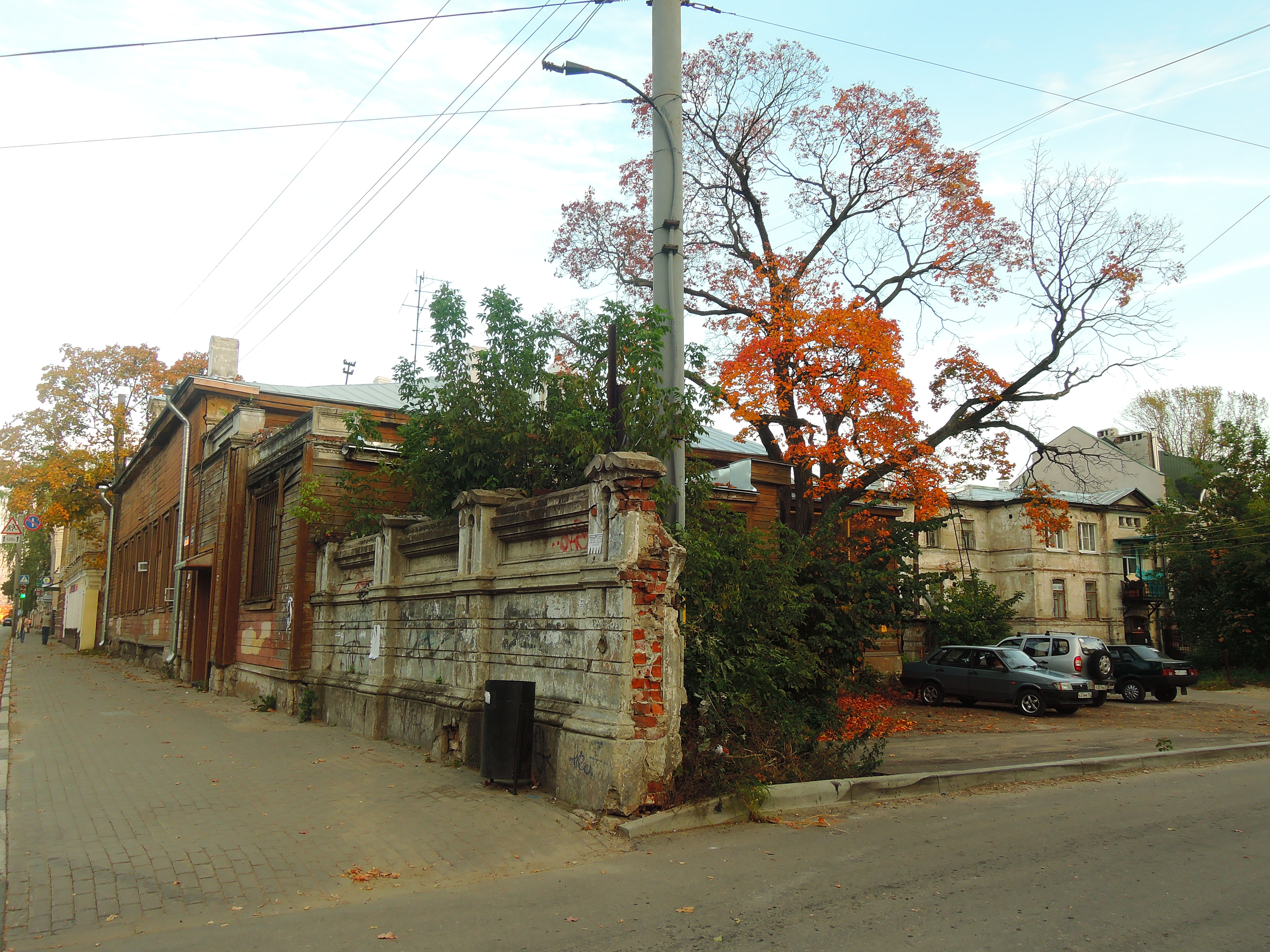
Усадьба А. И. Башкировой

Участок, на котором расположены постройки усадьбы, был застроен уже в 1820-х годах. На фиксационном плане города 1848—1853 годов указан деревянный дом, выходивший на красную линию улицы, в глубине участка — хозяйственные постройки. В начале 1870-х годов владелицей усадьбы стала А. И. Башкирова, супруга Я. Е. Башкирова, представителя одной из самых богатых купеческих династий Нижнего Новгорода. В 1882 году дом усадьбы был кардинально перестроен по проекту архитектора Н. Б. Фельдта: была сделана новая планировка, фасад покрыт лепным насыщенным декором, что сделало внешний вид здания богаче и представительнее. Первоначально фасады были оштукатурены и имели пышное лепное убранство, которое позже было скрыто досками.
- № 15 — Дом Е. И. Ламановой  памятник архитектуры
- № 17 — Жилой дом

Современный дом, диссонирующий с исторической застройкой. Построен на месте старинного классицистического дома XIX века.
- № 19 — Дом П. Ф. Ляпунова

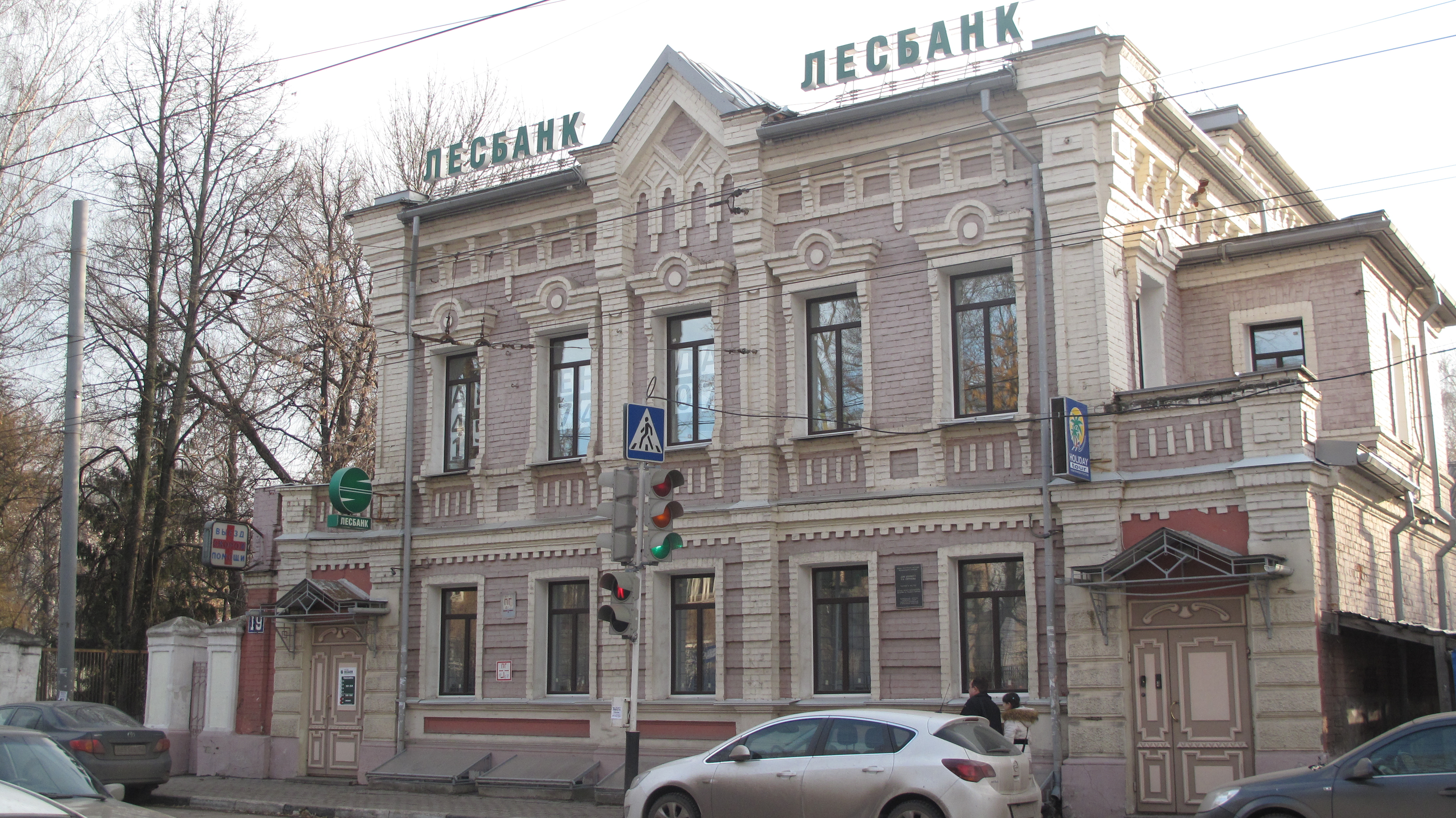
Дом П. Ф. Ляпунова

Существующий дом впервые упомянут в окладных книгах Нижнего Новгорода под 1882 годом. Построен нижегородским цеховым П. Ф. Ляпуновым на месте ветхого деревянного дома. Является характерным примером городского жилого дома конца XIX века, богатые и разнообразные фасады которого выполнены в кирпичном стиле.
- № 21 — Дом В. М. Рукавишникова

На участке, где расположен дом, исторически располагалась городская усадьба, в 1881 году выкупленная нижегородским купцом В. М. Рукавишниковым. На тот момент по красной линии улицы Большой Печёрской располагался главный дом усадьбы (не сохранился). В 1881 году в юго-западном углу участка был построен каменный одноэтажный служебный корпус, использовавшийся под конюшню и каретник. В 1888 году владелец усадьбы затеял строительство флигеля позади главного усадебного дома, которое вёл архитектор Н. Д. Григорьев. Сохранившийся флигель В. М. Рукавишникова является оригинальным образцом жилой архитектуры конца XIX века, в архитектуре которого сочетаются приёмы периода эклектики и классицистические элементы декора. Является характерным примером академической эклектики, копировавшей архитектуру каменных зданий.
- № 23 — Дом М. А. Зайцева

В конце XVIII — начале XIX веков усадебный участок, фиксировавший угол Большой Печёрской и будущей Мартыновской (сегодня — Семашко) улиц, принадлежал губернскому казначею Е. А. Аверкиеву. Позже владельцы усадьбы неоднократно менялись, пока в начале XX века её не выкупил пароходчик М. А. Зайцев. Существующий дом Зайцева был построен около 1905 года. Представляет собой образец богатого жилого особняка, выполненного в духе академической эклектики с богатым набором композиционных приёмов, мотивов и деталей из арсенала архитектуры прошлых времён: классицизма и барокко. Сохранились высокохудожественные экстерьер и интерьеры дома. В настоящее время здание занимает Центр реабилитации больных детским церебральным параличом.
- № 25 — Здание Удельной конторы

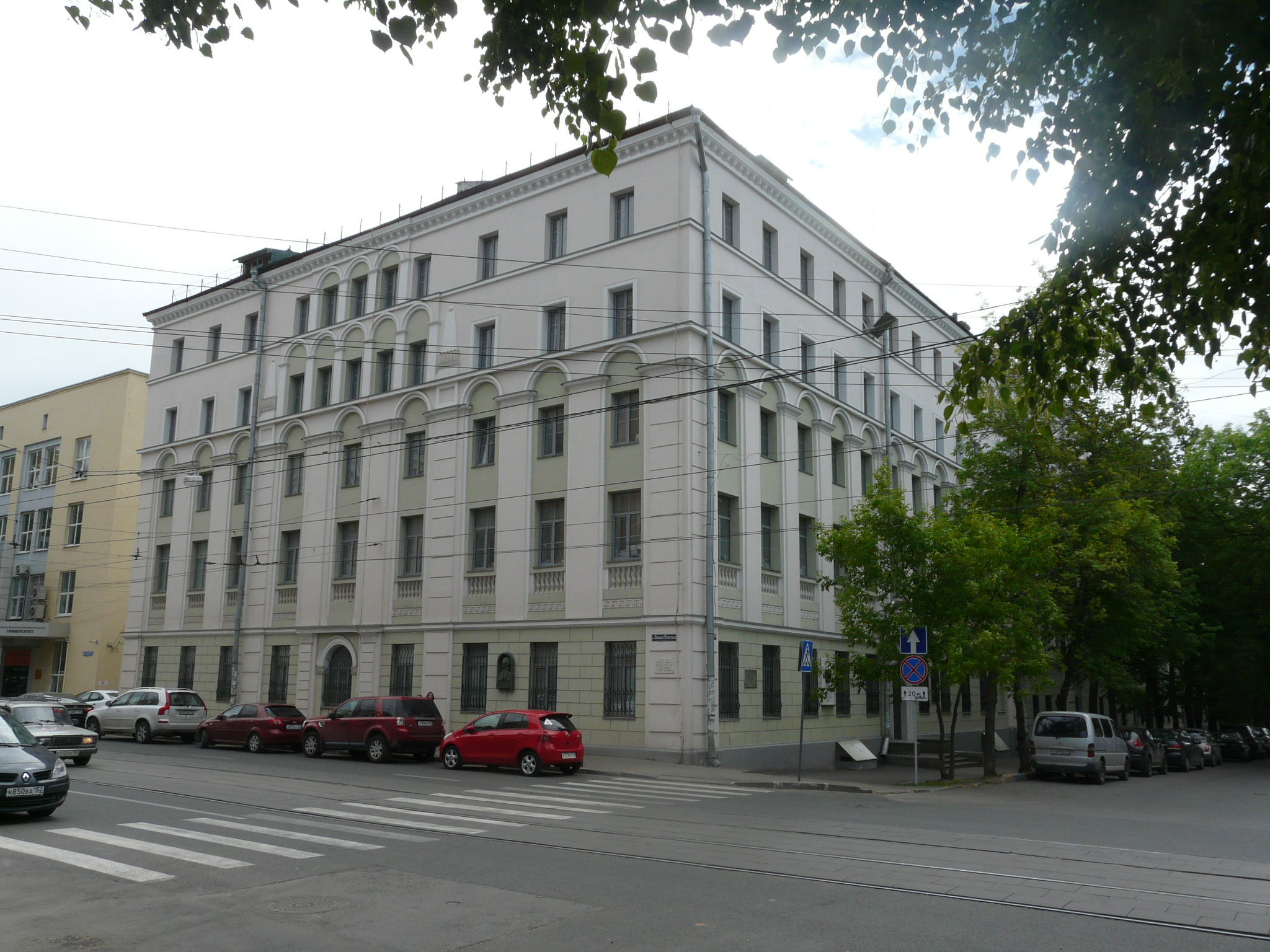
Здание Удельной конторы

В 1820-е годы квартал в границах современных улиц Большой Печерской — Семашко — Ульянова — Провиантской был выкуплен Елизаветой Ивановной Крюковой (Манжете), женой нижегородского губернатора Александра Семёновича Крюкова. В 1826 году на приобретённом участке для семейства был выстроен новый каменный городской особняк, на месте старого деревянного. Здание имело Г-образную форму в плане с девятью окнами по Большой Покровской улице и одиннадцатью — по Мартыновской. Фасады были выполнены в стиле классического ампира.
После отставки губернатора особняк перешёл в ведение Удельной конторы. С 1848 по 1859 год управляющим конторы служил статский советник Владимир Иванович Даль, создатель «Толкового словаря живого великорусского языка». В 1853 году по его ходатайству была открыта Удельная больница в двухэтажном каменном флигеле, растянувшемуся вдоль Мартыновской улицы. В здании конторы также проживал сын В. И. Даля, знаменитый архитектор и реставратор — Лев Владимирович Даль.
В советский период в здании размещалось Краевое земельное управление, позже партийная школа. В 1936 году архитектором В. А. Орельским был выполнен проект реконструкции, согласно которому всё здание надстраивалось двумя этажами. В процессе реконструкции были утрачены планировка, исторический вход, парадная лестница, исторические фасады. Во время Великой Отечественной войны в здании располагался эвакуационный госпиталь № 2816, а в 1944 году открылось Суворовское военное училище. В 1956 году здание было передано НИИ радиофизики (НИРФИ). В 1964 году по улице Лядова (Большой Печерской) был построен четырёхэтажный корпус (литер Б), соединённый с историческим зданием подземным переходом и тёплым переходом на втором этаже (с 1990-х годов пристроенный корпус занимает нижегородский кампус НИУ ВШЭ).
В настоящее время здание занимает научно-исследовательский радиофизический институт Нижегородского государственного университета им. Н. И. Лобачевского.
- № 29 — Дом А. Ф. Евланова — Живокини

На 1813 год почти весь квартал в границах современных улиц Большой Печёрской — Семашко — Ульянова — Провиантской принадлежал Н. М. Ковалинской (Коваленской). С середины 1820-х — Елизавете Ивановне Крюковой, жене нижегородского губернатора А. С. Крюкова. В 1836 году часть усадьбы была продана преподавателю гимназии, коллежскому секретарю Александру Федотовичу Евланову. В 1837—1838 годах А. Ф. Евланов построил на усадьбе три дома. Сохранившийся каменный дом под № 29 перешёл в 1842 году к семейству известных нижегородских артистов и театральных деятелей Живокини. Позже дом был перестроен, с надстройкой третьего этажа. Сегодня здание занимает Нижегородская амбулатория Российской Академии наук.
- № 31 — Дом А. Ф. Евланова

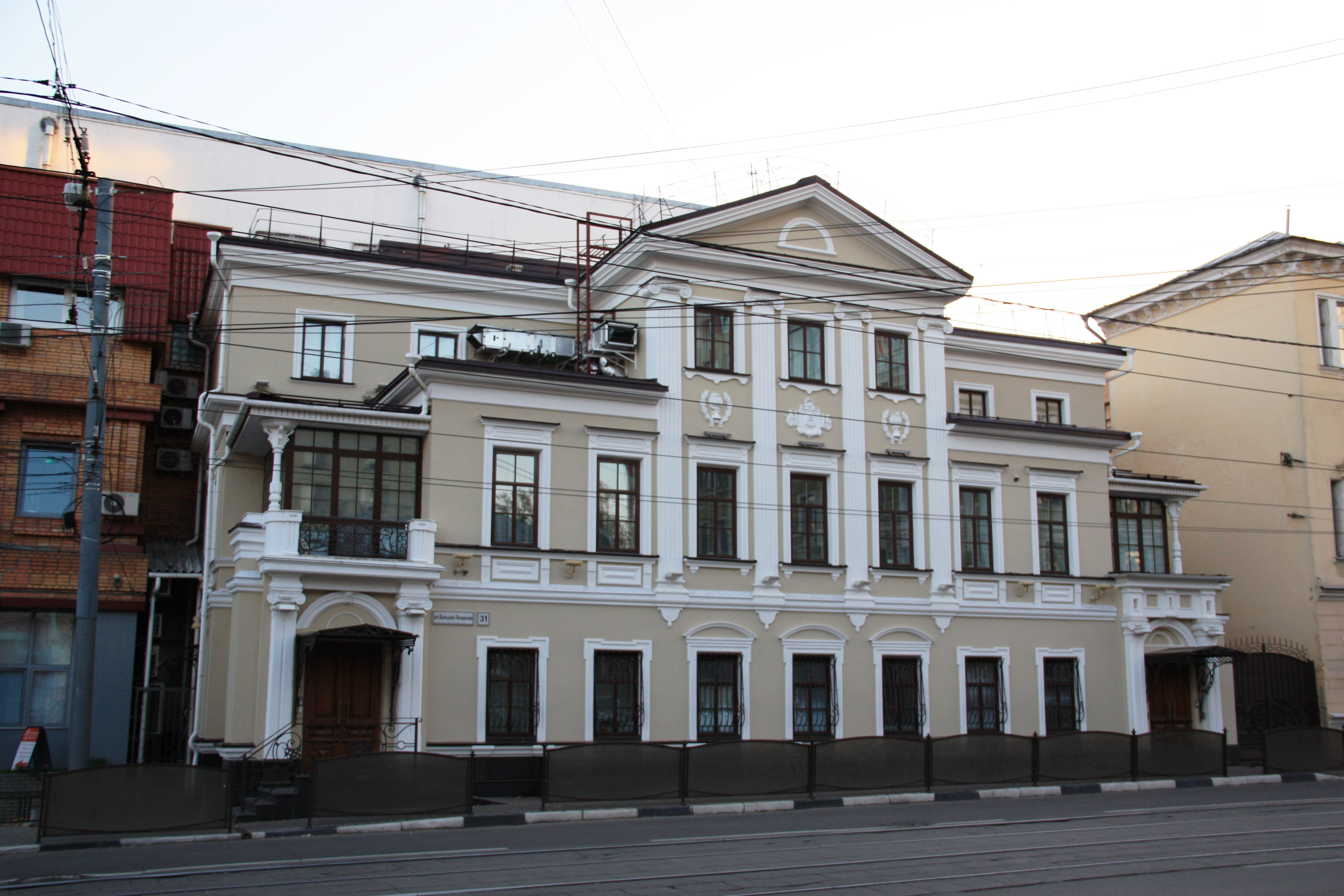
Дом А. Ф. Евланова

Второй из домов, выстроенных А. Ф. Евлановым. В 1845 году перешёл в собственность подполковника В. С. Круковского. В последующем Круковские были утверждены в древнем дворянстве и стали носить фамилию Корвин-Круковские. Впоследствии усадьбу Корвин-Круковских приобрела нижегородская купчиха Е. И. Круглова, вскоре вышедшая замуж за Л. Г. Граве, нижегородского поэта-демократа, наиболее известного по романсу «Ночь светла», написанному на его стихи. В 1880-е годы усадьбой владел капитан второго ранга Ф. П. Боголовский, а позже — нижегородский врач, гласный городской думы С. Н. Зеленко. В феврале 1894 года усадьбу приобрёл директор Нижегородского Николаевского банка Н. А. Смирнов. В молодые годы здесь проживал Дмитрий Николаевич Смирнов, известный нижегородский историк-краевед, автор книг «Очерки жизни и быта нижегородцев XVII—XVIII веков» и «Картинки нижегородского быта XIX века». Последним владельцем, в 1917 году, стал М. П. Бурмистров.
В советский период был снесён флигель дома, выходивший на угол улиц, а сам дом отдали под размещение воинской части. Было сбито всё лепное украшение фасада. В таком виде дом простоял до 1987 года, когда была предпринята попытка его сноса. Обосновавшийся в квартале Институт прикладной физики АН СССР (ИПФАН) решил выстроить на месте здания новый корпус. Дом Евланова, «в порядке исключения», был лишён статуса памятника. Провести обмеры поручили архитектору ГСНРПМ Е. Л. Кармазиной, которая развернула общественную кампанию по спасению здания. Несмотря на протесты, в марте 1897 года начался снос, на который общество отреагировало пикетом. В итоге, проект нового корпуса ИПФАНа был скорректирован и половина здания была сохранена.
- № 31/9 — Новый корпус ИПФАН

Построен в конце 1980-х годов на месте снесённого флигеля А. Ф. Евланова и дворовой части дома А. Ф. Евланова (№ 31).
- № 33 — Дом Т. Г. Погуляева

На пересечении улиц Большой Печёрской и Провиантской с начала XIX века располагалась обширная усадьба Погуляевых, занимавшая половину квартала, до современной улицы Ульянова. На протяжении XIX века у усадьбы неоднократно менялись хозяева. В 1870-х годах она перешла к Анне Тимофеевне Ленц. С 1879 года — к отставному капитан-лейтенанту Владимиру Фёдоровичу Сумарокову. В начале XX века принадлежала выходцу из Балахны купеческому сыну и инженеру Николаю Александровичу Плотникову. Здание под № 33 изначально было флигелем усадьбы, но после перестройки по проекту Н. А. Плотникова, стало именоваться домом. В нём 1870-х годах квартировали гимназисты братья Ляпуновы. Старший брат Александр Михайлович стал всемирно известным академиком-математиком, средний Сергей Михайлович прославился как музыкант и композитор, а младший Борис Михайлович — как философ-академик.
- № 35 — Дом П. Д. Климова

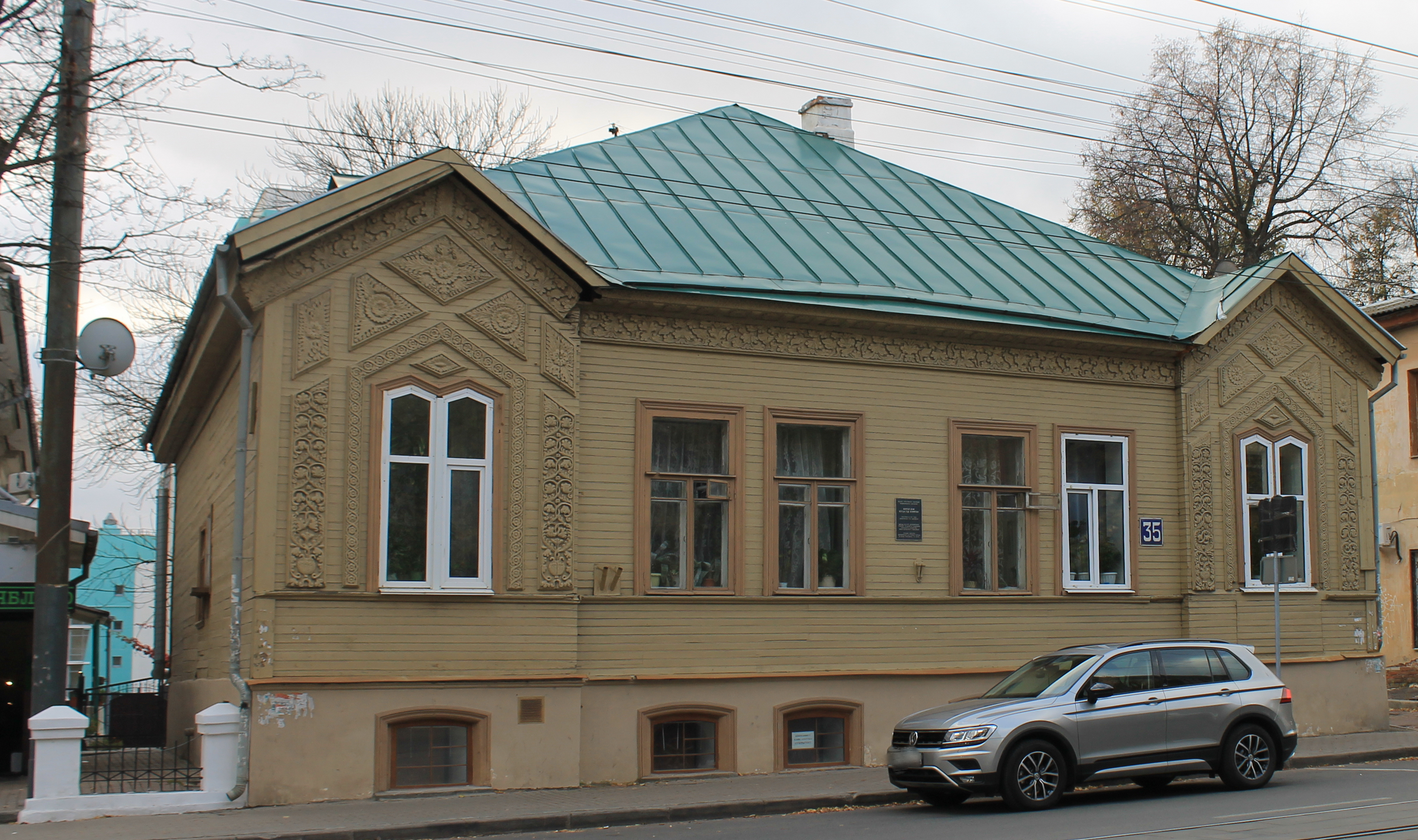
Дом П. Д. Климова

Небольшая усадьба по Большой Печерской улице, на которой впоследствии выстроен дом, начала оформляться в 1826 году. Участок земли, ранее принадлежавший подпоручику дворянину А. В. Ульянинову, был отдан в дар «в вечное потомственное владение» вольноотпущенному Игнатию Иванову, бывшему дворовому человеку А. В. Ульянинова. В конце 1868 года усадьба была продана крупному строительному подрядчику того времени — потомственному почётному гражданину, нижегородскому купцу первой гильдии П. Д. Климову. С приездом в Нижний Новгород академика архитектуры Л. В. Даля исполнителем его проектов стал инженер Р. Я. Килевейн, который постоянно привлекал к работам Климовых, в качестве подрядчиков. Л. В. Даль, страстно увлекавшийся народными истоками русского национального искусства, и прежде всего деревянным зодчеством с традиционной для Нижегородского Поволжья глухой резьбой, сильно повлиял на творчество Килевейна, который в 1870 году создал проект деревянного дома для П. Д. Климова.
С 1881 года в доме размещалось Нижегородское управление попечения о раненых и больных воинах губернского земства, а позднее, с 1914 по 1918 год, — Общество попечения о раненых и больных воинах. По другим данным, здание принадлежало местному отделению Общества Красного Креста. В годы советской власти дом был экспроприирован и приспособлен под коммунальное жильё. В настоящее время дом остаётся жилым с покомнатным заселением. На главном фасаде установлена информационная табличка: «Объект культурного наследия Федерального значения. Жилой дом купца П. Д. Климова построен в 1871 году. Архитектор Р. Я. Килевейн. Фасад богато декорирован глухой резьбой в традициях народного зодчества Нижегородского Поволжья. Лучший образец деревянной застройки города второй половины XIX века».
- № 37 — Дом Ключарёва

Современный дом, построенный по проекту архитектора Е. Л. Кармазиной в 1998 году. В основу здания лёг неосуществлённый проект 1839 года на постройку дома Ключарёва городового архитектора Г. И. Кизеветтера.
- № 39 — Жилой дом с офисами

Современный жилой дом с офисами. Дисгармонирующий исторической застройке объект.
- № 41, 41а — Усадьба Е. И. Богоявленской

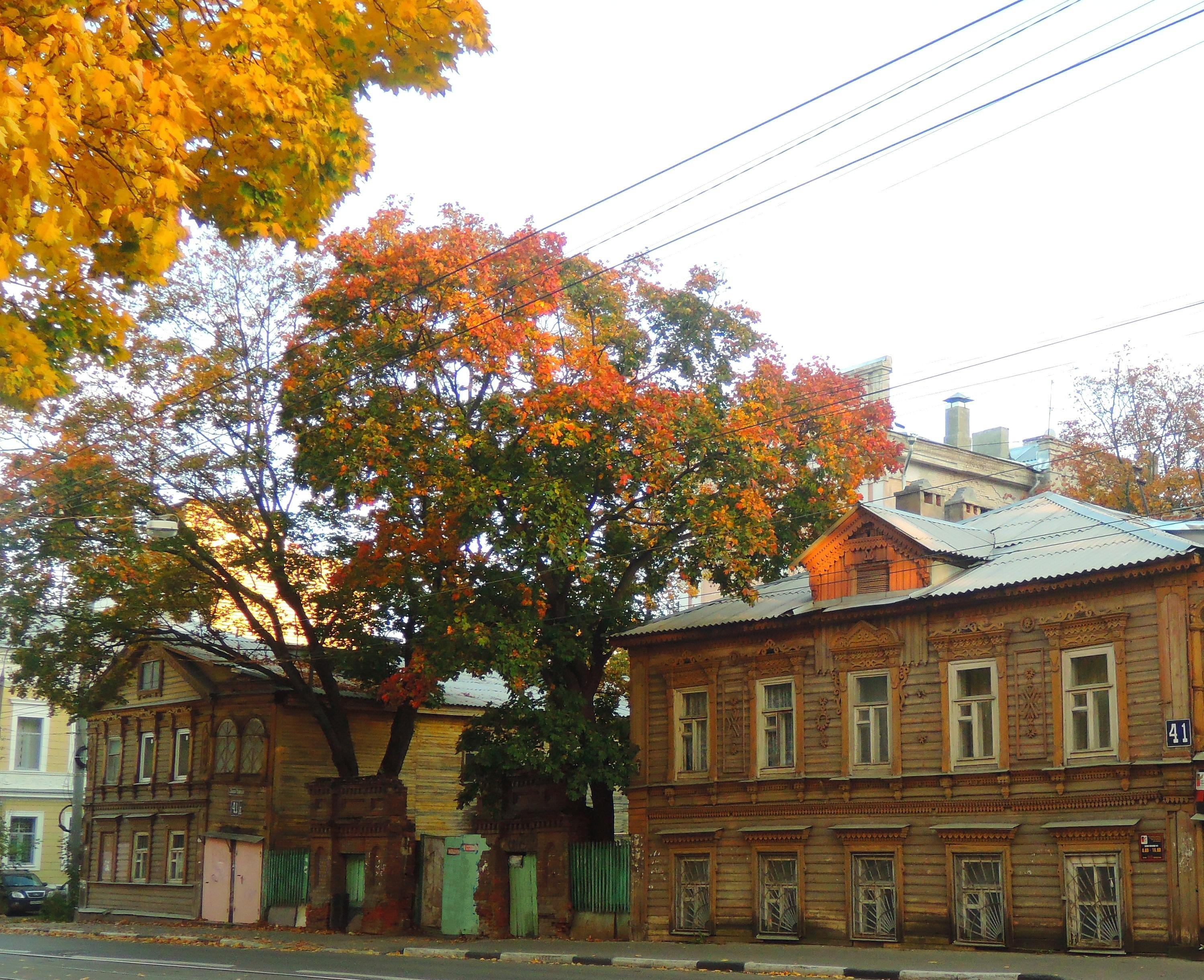
Усадьба Е. И. Богоявленской

История домовладения прослеживается с 1813 года, когда им владел надворный советник Александр Григорьевич Казаринов. С 1820 года участок был в собственности титулярного советника Андрея Ивановича Гурьева. В конце 1830-х годов перешёл в собственность нижегородского купца Якова Ивановича Серебренникова, а позже — к его наследникам. Со второй половины 1870-х годов усадьба была в собственности жены статского советника Елизаветы Ивановны Богоявленской. В 1877 году ей был утверждён проект на постройку деревянного двухэтажного дома (современный главный дом усадьбы). Строился дом под надзором архитектора И. К. Кострюкова, который вероятно выступил и автором проекта.
Ансамбль усадьбы включает три строения: главный дом, флигель и кирпичные ворота. Главный дом и флигель представляют собой яркий пример нижегородской деревянной архитектуры периода эклектики. Архитектурные формы усадьбы были характерны скорее для каменного, а не деревянного зодчества, но при этом «народность» архитектуры была выражена в применении пропильной резьбы, выполненной в натуре в соответствии с проектом.
- № 43, 43а — Усадьба И. И. Стрегулина

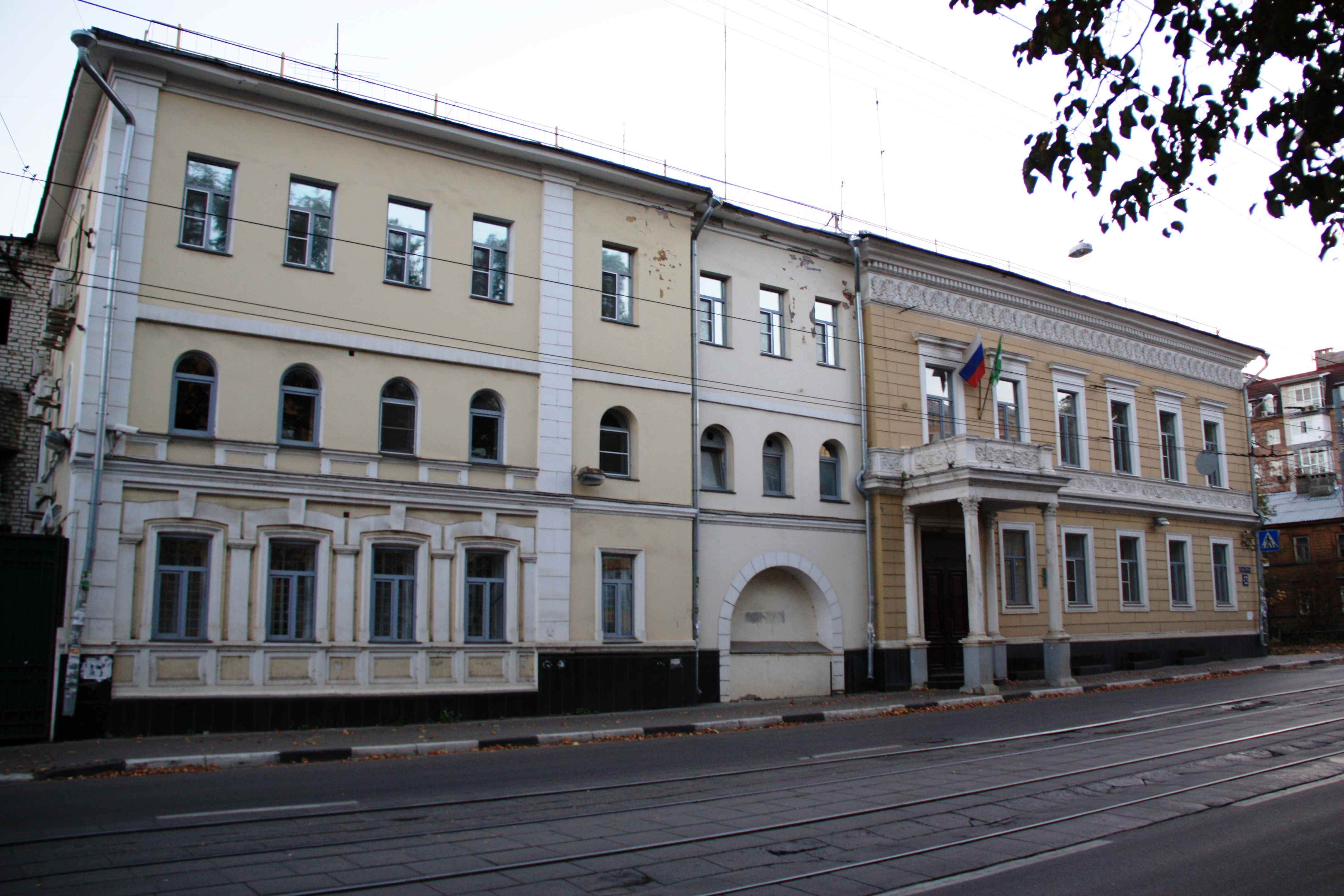
Усадьба Стрегулина

В 1825 году участок на углу улиц Большой Печёрской и Трудовой (бывшей Спасской) был отведён порутчице Кирилловой, которая в том же году выстроила на нём деревянный дом. Позже усадьба была разделена на два домовладения: угловая часть перешла к купеческой жене О. П. Стрегулиной, а смежная — к чиновнику П. И. Зараеву. В начале 1870-х годов смежный участок был выкуплен Стрегулиной и на нём возведён каменный флигель (дом № 43а). В начале 1880-х годов усадьба перешла к купцу Ивану Ивановичу Стрегулину, который в мае 1883 года получил в городской управе разрешение на постройку каменного двухэтажного дома (дом № 43).
В конце XIX века усадьбу выкупила городская управа, в собственности которой она находилась до революции. В начале XX века в главном доме усадьбы размещалось городское училище. После революции — коммунальные квартиры, позже — управление «Лесхиммонтажналадка». В 1980-х годах был выполнен капитальный ремонт зданий, в результате которого здания были объединены вставкой.
- № 45 — Дом Ф. П. Добролюбова — М. И. Углова

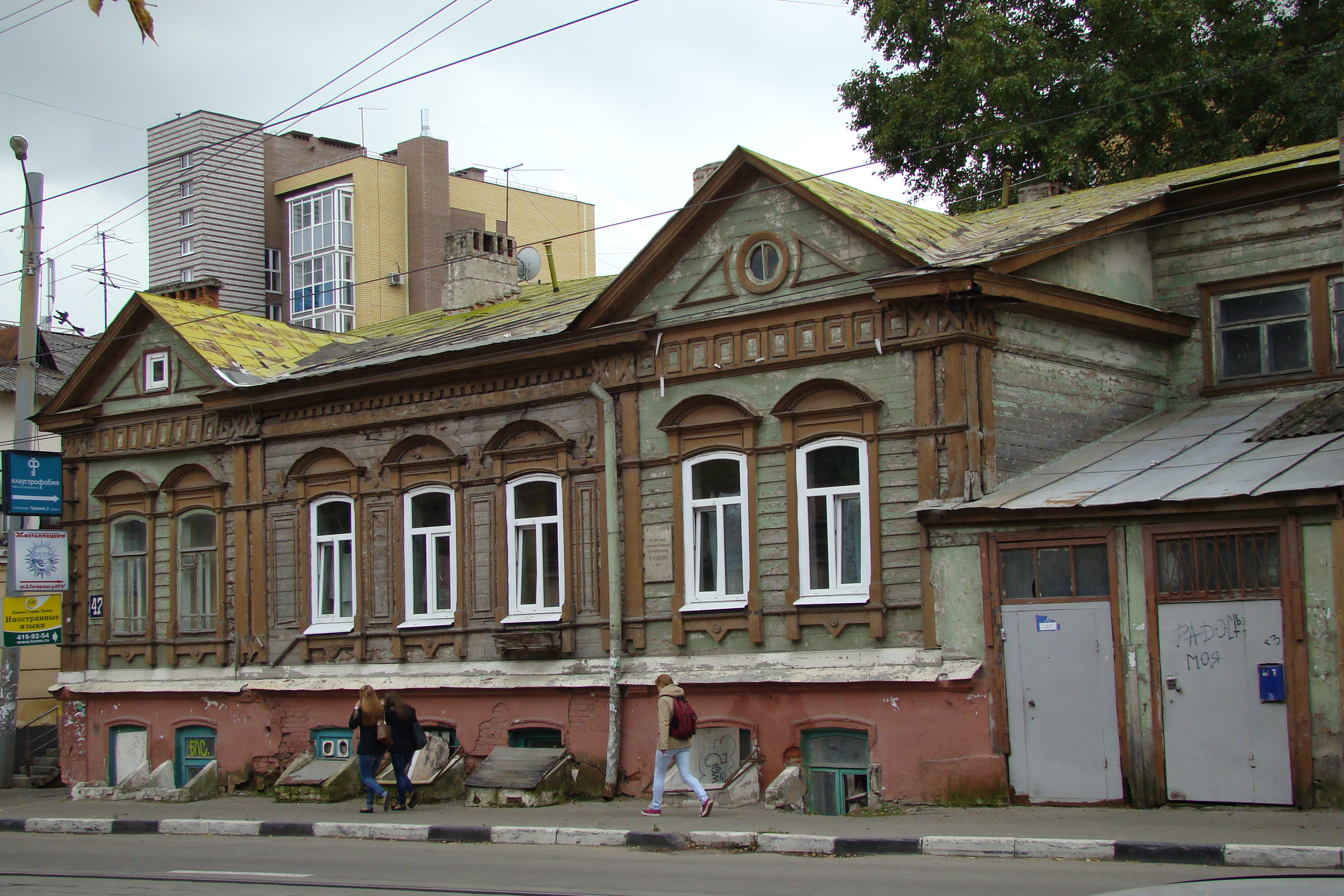
Дом О. М. Лемана

Памятник архитектуры регионального значения.
- № 45Б — Жилой дом М. И. Углова

Жилой дом построен в 1891 году по проекту архитектора И. Григорьева в стиле поздней эклектики с декоративными элементами классицизма и мотивами народной архитектуры. Обладает признаками объекта культурного наследия.
- № 47 — Дом О. М. Лемана

Памятник архитектуры регионального значения. Дом, в котором в январе 1894 году в квартире Голубцовых останавливался В. И. Ленин.
- № 49 — Жилой дом

Исторически ценный градоформирующий объект. Перестроен первый этаж.
- № 51 — Административное здание

Построено в 2000-х годах на месте снесённых старинных деревянных домов: памятника архитектуры (дом № 53) и исторически ценного градоформирующего объекта (№ 51).
- № 55 — Доходный дом И. М. Грибкова

Каменно-деревянный многоквартирный дом И. М. Грибкова был возведён в 1894 году и представлял собой довольно крупное сооружение, закреплявшее угол пересечения улиц. Дом был выстроен в качестве доходного, а первый этаж использовался под торговую лавку. По центру здания располагались сени с лестничной клеткой. В первом этажи располагались три квартиры и помещение лавки, во втором — четыре квартиры.
Историческое архитектурное решение фасадов каменно-деревянного доходного дома было уничтожено в ходе реконструкции в 2014 году.
- № 57 — Жилой дом

Исторический ценный градоформирующий объект.
- № 57а — Жилой дом

Исторический ценный градоформирующий объект. Образец деревянной архитектуры Нижнего Новгорода XIX — начала XX вв. Частично утрачен декор фасада.
- № 59 — Жилой дом А. И. Акулова

Построен в 1902 году в стиле поздней эклектики с элементами классицизма и народными мотивами, автор проекта не установлен. Обладает признаками объекта культурного наследия.
- № 59А — Жилой дом С. Ф. Ведерникова

Жилой дом построен в 1911 году в стиле неоклассицизма. Автор проекта не установлен. Обладает признаками объекта культурного наследия.
- № 61 — Жилой дом

Исторический ценный градоформирующий объект. Образец деревянной архитектуры Нижнего Новгорода XIX — начала XX вв.
- № 63 — Жилой дом

Образец фоновой исторической застройки.
- № 65 — Административное здание

Современное административное здание. Дисгармонирующий объект.
- № 93 — Дом курсанта Речного училища

В 1953 году было завершено строительство первого корпуса Дома курсанта речного училища. Монументальное здание выстроено в стиле советского неоклассицизма.

### По чётной стороне
- № 2—6 — Нижегородское речное училище имени И. П. Кулибина

Кулибинское ремесленное училище в Нижнем Новгороде было открыто 1 апреля 1872 года и поначалу не имело собственного здания. В ноябре 1874 года переехало в новое трёхэтажное здание на Большой Печёрской улице под № 6. Первоначально недостроенный трёхэтажный дом принадлежал генералу Вердеревскому, осуждённому по «соляному делу» и сосланному в Сибирь. Городской голова А. М. Губин выкупил здание и достроил его, передав позже в собственность города. Вскоре дом, при содействии генерал-губернатора Н. П. Игнатьева, был закреплён за Кулибинским училищем.
Нижегородское речное училище было открыто 31 октября 1887 года, став первым в России учебным заведением по подготовке командиров пароходов и управляющих судовыми машинами. Первоначально училище размещалось в доме-конторе А. А. Зевеке, позже — в доме купца Стрегулина на Рождественской улице. В 1890 году было построено собственное деревянное здание училища на Почаинской улице, рядом с домиком Петра I. В 1919 году Кулибинское и Речное училища были объединены в техникум водного транспорта. В начале 1920-х годов была закрыта Макарьевская богадельня с приютом и двумя домовыми церквями (дома № 2 и 4). В 1930-е годы по проекту архитектора А. А. Яковлева, три здания № 2, 4, 6 по Большой Печёрской улице были реконструированы в одно, сохранившееся до настоящего времени, в котором разместился объединённый техникум. Является памятником истории регионального значения.
- № 8 — Доходный дом М. А. Горинова

Здание построено в 1899—1903 годах купцом М. А. Гориновым, брат которого в 1909—1910 годах занимал должность городского головы Нижнего Новгорода. Является характерным примером кирпичного стиля в архитектуре города.
- № 12 — Дом П. С. Зарембы

История домовладения прослеживается с 1813 года, когда коллежская секретарша П. С. Заремба приобрела в собственность у купца А. А. Трушенинникова участок на Большой Печерской улице. Новая собственница выстроила на участке существующий сегодня одноэтажный деревянный дом с антресольным этажом в дворовой части, отмеченный на плане 1818 года. Автор проекта здания не установлен. В последующие годы усадьба неоднократно переходила из рук в руки. Планировка дома и его декор были изменены во второй половине XIX века. Предположительно, это случилось уже в конце 1860-х годов, когда активное строительство на усадьбе затеял новый владелец — потомственный почётный гражданин Ф. С. Волков.
Решением Горьковского облисполкома от 18 декабря 1989 года дом взят под охрану государства, как памятник градостроительства и архитектуры регионального значения. В 2005 году здание сильно пострадало от пожара и до настоящего времени находится в руинированном состоянии.
- № 14 — Усадьба И. И. Рудинского — А. П. Сергеева

В начале XIX века усадьба с построенным деревянным домом принадлежала титулярному советнику И. Н. Богданову, а позже его наследникам. К середине века владелицей стала чиновница Н. Я. Рудинская, для которой в 1855 году архитектор Н. И. Ужумедский-Грицевич разработал проект двухэтажного полукаменного дома, но план остался на бумаге. В 1862 году коллежскому секретарю И. И. Рудинскому — мужу и наследнику Рудинской, был разработан и утверждён новый проект каменного двухэтажного дома с антресолями и подвалом. Вчерне дом был выстроен летом того же года, а окончательно работы по отделке завершились в 1863—1864 годах. В 1860-х были также возведены два флигеля.
В 1900-е года (около 1905 года) дом был перестроен с увеличением площади новым владельцем усадьбы купцом А. П. Сергеевым — крупным лесопромышленником, известным меценатом в области народного просвещения. Главный фасад приобрёл богатый лепной декор в духе эклектики с использованием приёмов барокко и классицизма.
- № 16 — Дом Е. Е. Эвениуса — И. О. Лемана

Дом был построен в первой половине XIX века предположительно коллежским асессором Егором Егоровичем Эвениусом. Изначально деревянный на каменном фундаменте, он был неоштукатурен и имел пять окон по главному фасаду. В 1850-х годах перешёл в собственность чиновника Ивана Осиповича Лемана и был перестроен. Мемориальная ценность здания связана с тем, что здесь в 1861—1870 годах, после возвращения из сибирской ссылки, проживали декабрист Иван Александрович Анненков с женой П. Е. Анненковой (Полиной Гебль).
- № 16а, 18 — Жилые экспериментальные дома жилищно-кооперативного товарищества «Новатор»

Построены в 1926—1927 годах по проекту архитектора Л. Д. Агафонова. Относятся к числу примечательных построек первых послереволюционных лет. Яркие образцы малоэтажного жилого дома начального периода советской архитектуры, отличающиеся оригинальным конструктивным решением.
№ 20 — Дом наследников Аверкиевых
В краеведческой литературе главный дом усадьбы известен как дом наследников Аверкиевых. Атрибуция разнится: временем постройки указывают как 1790-е годы, так и 1806 год. Изначально дом представлял собой типичный городской деревянный дом эпохи русского классицизма, со сдержанным декором: угловым рустом и четырёхколонным портиком. Уже в 1870—1880-х годах каменные дома строились с использованием ренессансных форм. Данная тенденция отразилась и на деревянной архитектуре, зачастую в виде перестройки старых домов. Архитектор А. Плотников в 1882 году перестроил в ренессансном стиле дом наследников М. Аверкиева. Он заменил крупные формы приставного портика измельчёнными деталями наличников с лучковыми сандриками по первому и прямоугольными — по мансардному этажу, разделив этажи сплошным карнизом с модульонами, овальными фестонами, спускающимися от карниза к окнам «шнурами».
- № 22 — Государственный общественно-политический архив Нижегородской области

Здание, где в советское время размещался партийный архив, построено к августу 1969 года. Рядом с архивом, в глубине квартала, был построен гараж для облисполкома (сегодня — автобаза Администрации города). По линии Большой Печёрской улицы в тот же период возведены постройки комплекса автохозяйства (№ 26а — автомойка).
- № 24 — Главный дом усадьбы А. Д. Жадовской — М. М. Рукавишникова

Род Жадовских происходил из симбирских дворян. Усадьба на Большой Печёрской улице во второй половине XIX века принадлежала Александре Денисовне Жадовской (в девичестве Демидовой), жене Николая Никитича Жадовского. В 1889 году на усадьбе был построен деревянный особняк, увенчанный лучковыми и двумя треугольными фронтонами, плоскость стен которого были сплошь покрыты упрощёнными, но разнообразными деталями в стилистике классицизма. Позже усадьба перешла к М. М. Рукавишникову. В современный период дом полностью утратил исторический вид. Стоявшее без ремонта в советское время, здание было снесено и воссоздано в тех же формах конце 1990-х годов, а в 2005—2006 годах уничтожено фасадизмом при строительстве 6—7-этажного офисного здания (пристроен вплотную сзади), с преобладающими стилевыми признаками модерна (арх. А. Глебов).
- № 26 — Офисное здание

Построено в 2010 году между территориями объектов культурного наследия Дом М. М. Рукавишникова и комплекс зданий Нижегородской уездной управы. Крупное 4—10-этажное офисно-торговое здание по проекту архитектора С. А. Тимофеева, стало диссонирующим объектом в исторической застройке. Фасады пониженной четырёхэтажной части, выходящей на красную линию улицы, решены как собирательный образ архитектуры старого города.
- № 28в, 28/7 — Нижегородская уездная земская управа

В 1835 году обширный участок земли в квартале по Б. Печёрской от улицы Семашко до Провиантской был в основном не застроен, в его юго-западной части было несколько деревянных построек, принадлежавших подполковнику И. М. Плешивцему. В начале 1840-х годов он разделил свой участок на три части и продал их разным владельцам. Угловой участок на пересечении с Провиантской приобрела жена лекаря Е. Гофман. Семья Гофман владела усадьбой более тридцати лет. В 1858 году А. В. Гофман представила в губернскую строительную комиссию план двухэтажного каменного дома на углу улиц. По сохранившемуся проекту, составленному нижегородским архитектором Н. И. Ужумедским-Грицевичем, дом Гофман предполагалось расположить на углу квартала, что подчёркивалось его объёмно-пространственным решением — срезанным углом и выносным эркером на втором этаже.
В конце 1870-х — начале 1880-х годов усадьбу Гофман приобрело Нижегородское уездное земство для своего размещения. С этого времени до революции 1917 года здание принадлежало земской управе. В начале XX века в глубине двора было выстроено каменное краснокирпичное двухэтажное здание Арестного дома с домовой церковью. Земство также провело ремонт главного дома, в результате которого фасады дома получили новое архитектурное решение в стиле модерн.
- № 30 — Жилой дом общества политкаторжан, построенный по инициативе Сергея Александровича Акимова

До революции на данном участке стояли дома известных пароходчиков Торсуевых. В 1921 году по инициативе Феликса Дзержинского и Яна Рудзутака была основана общественная организация «Общество бывших политкаторжан и ссыльнопоселенцев». В конце 1920-х годов общество организовало по всей стране строительство жилых домов для своих членов. Здания представляли собой нечто среднее между общежитием и клубом, выступая аналогом домов-коммун. Деятельность организации продлилась до 1935 года, когда общество было ликвидировано, а многие из его участников репрессированы.
Одним из характерных представителей «Домов политкаторжан» стало здание на Большой Печёрской улице, возведённое в 1928—1930 годах по инициативе главы местного отделения общества Сергея Акимова, на месте снесённых домов Торсуевых. Автором проекта здания выступил архитектор К. Д. Блохин. В 1938—1939 годах дом был надстроен четвёртым этажом по проекту архитектора Л. А. Нифонтова. Здание стало совмещать в архитектуре черты конструктивизма и постконструктивизма.
В 1937—1938 годах большинство жильцов дома было репрессировано. По инициативе самих жильцов, потомков репрессированных, на здании был установлен мемориальный знак. В 2010 году установлен мемориальный знак в память об историке и краеведе Игоре Александровиче Кирьянове, который жил здесь с 1974 года.
- № 32 — Многоквартирный жилой дом

Здание постройки 2002 года. Дисгармонирующий объект.
- № 34а — Учебный корпус НГЛУ им. Н. А. Добролюбова

На данном участке, рядом со Старой Сенной площадью, стояла Троицкая церковь на Верхнем посаде, выстроенная в 1867 году в русско-византийском стиле. В 1964 году храм был снесён, а на его месте построены учебные корпуса Нижегородского государственного лингвистического университета им. Н. А. Добролюбова.
- № 34Б — Здание второй Кремлёвской части

В начале XIX века в каждой городской части (районе) Нижнего Новгорода создавались совмещённые с пожарными командами полицейские участки. В 1836 году были определены границы новой Сенной площади и её восточную линию между улицами Жуковской и Большой Печёрской решили застроить корпусами съезжего дома: двухэтажным главным зданием с каланчой (№ 34б) и двумя одноэтажными конюшнями по сторонам. Разработал проект городской архитектор Г. И. Кизеветтер, использовавший в качестве образца присланный из Санкт-Петербурга план фасада авторства архитектора П. Висконти.
Проект Кизеветтера был утверждён императором 18 августа 1836 года. Главный корпус в семь окон имел в первом этаже три арочных центральных входа, во втором — окна с треугольными фронтонами и аттик, над которым поднималась деревянная каланча с тремя ярусами обхода (не сохранилась). Конюшни представляли собой одноэтажные корпуса с пятью арочными въездами со стороны площади (не сохранились). Строительство завершилось в 1839 году.
До настоящего времени сохранился только главный объём из всех построек, в котором до сих пор располагается пожарная часть. Расположенный рядом аварийный дом № 34 — бывшее здание конюшен, реконструированное в 1927 году в жилой дом.
- № 36 — Общежитие НГЛУ им. Н. А. Добролюбова

Типовая высотка 1975 года постройки.
- № 38 — Жилой дом

Здание 1931 года постройки. Фоновый объект исторической застройки.
- № 40 — Офисное здание

Современное офисное здание. Построено в 1997—2017 годах, по проекту архитекторов Е. Пестова и А. Каменюка. Образец нижегородской архитектурной школы 1990-х годов. Выстроенное в стиле постмодернизма с элементами деконструктивизма, высотное здание намеренно выполнено дисгармонирующим по отношению к исторической застройке.
- № 44 — Жилой дом

Дом построен в 2017—2018 годах по проекту, выполненному в мастерской архитекторов Пестова и Попова. Располагается на месте снесённого для строительства исторически ценного градоформирующего объекта — дома XIX века.
- № 46 — Жилой дом

Исторически ценный градоформирующий объект.
- № 48 — Жилой дом

Историческое каменно-деревянное здание. Образец фоновой застройки.
- № 48А — Жилой дом

Исторически ценный градоформирующий объект.
- № 56 — Дом М. Е. Башкирова

На участке изначально стоял деревянный дом мещанина П. П. Барышева. В ноябре 1897 года домовладение перешло к Матвею Емельяновичу Башкирову, одному из представителей богатейшего нижегородского купеческого рода. Башкиров в начале XX века выстроил на участке новый каменный дом, который сегодня является ярким образцом провинциальной нижегородской эклектики (кирпичного стиля), характерным примером купеческого дома с торговыми лавками в первом этаже и жилыми помещениями во втором.

## Утраченные здания

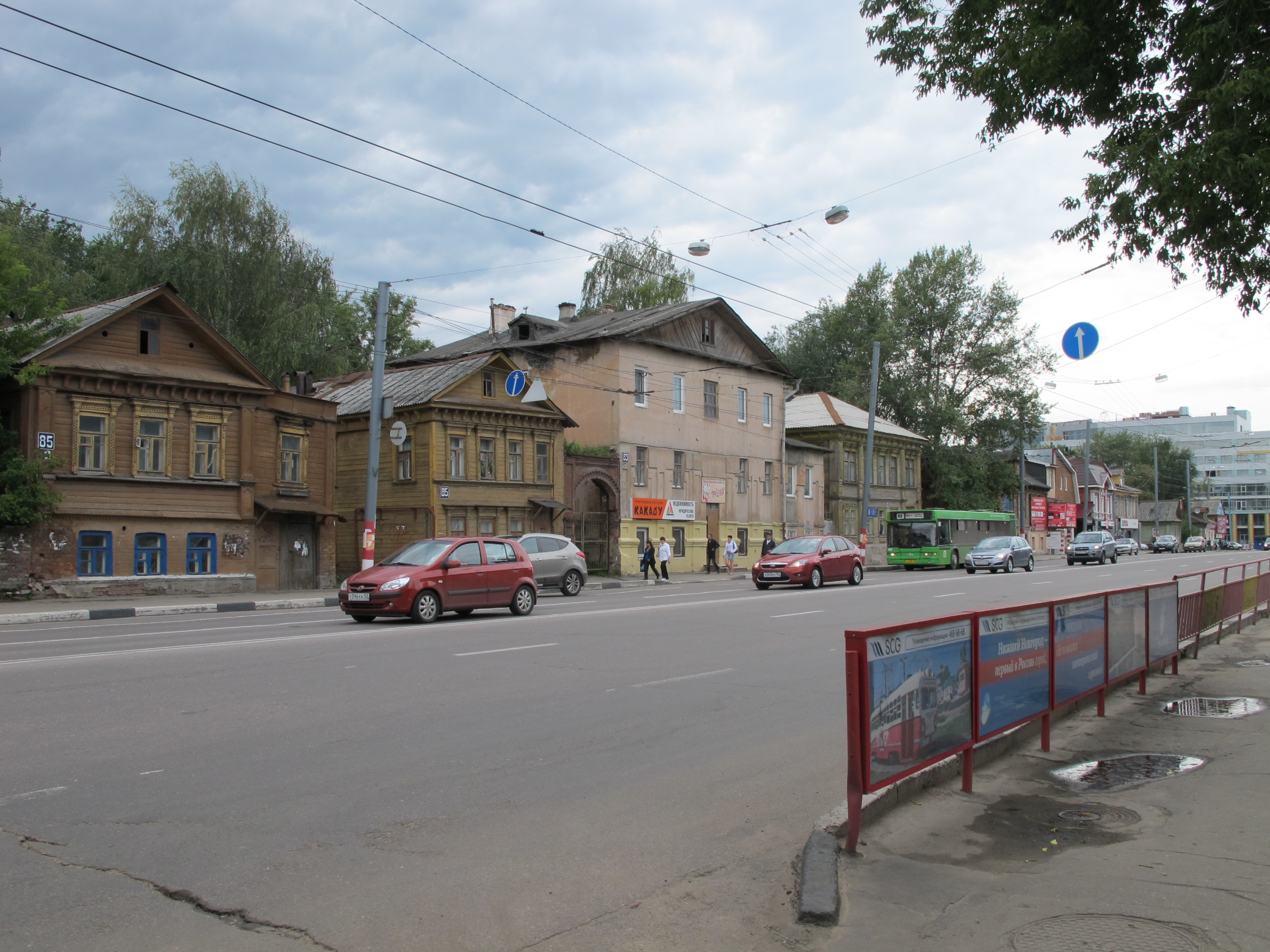
Под строительство станции метро «Сенная» в начале 2020-х годов было снесено большинство исторических домов на отрезке улицы между Сенной площадью и бывшей одноимённой автостанцией. На фотографии — ныне полностью утраченная нечётная сторона.

- № 54/3 — Флигель усадьбы К. П. Самгина — П. Л. Чардымова

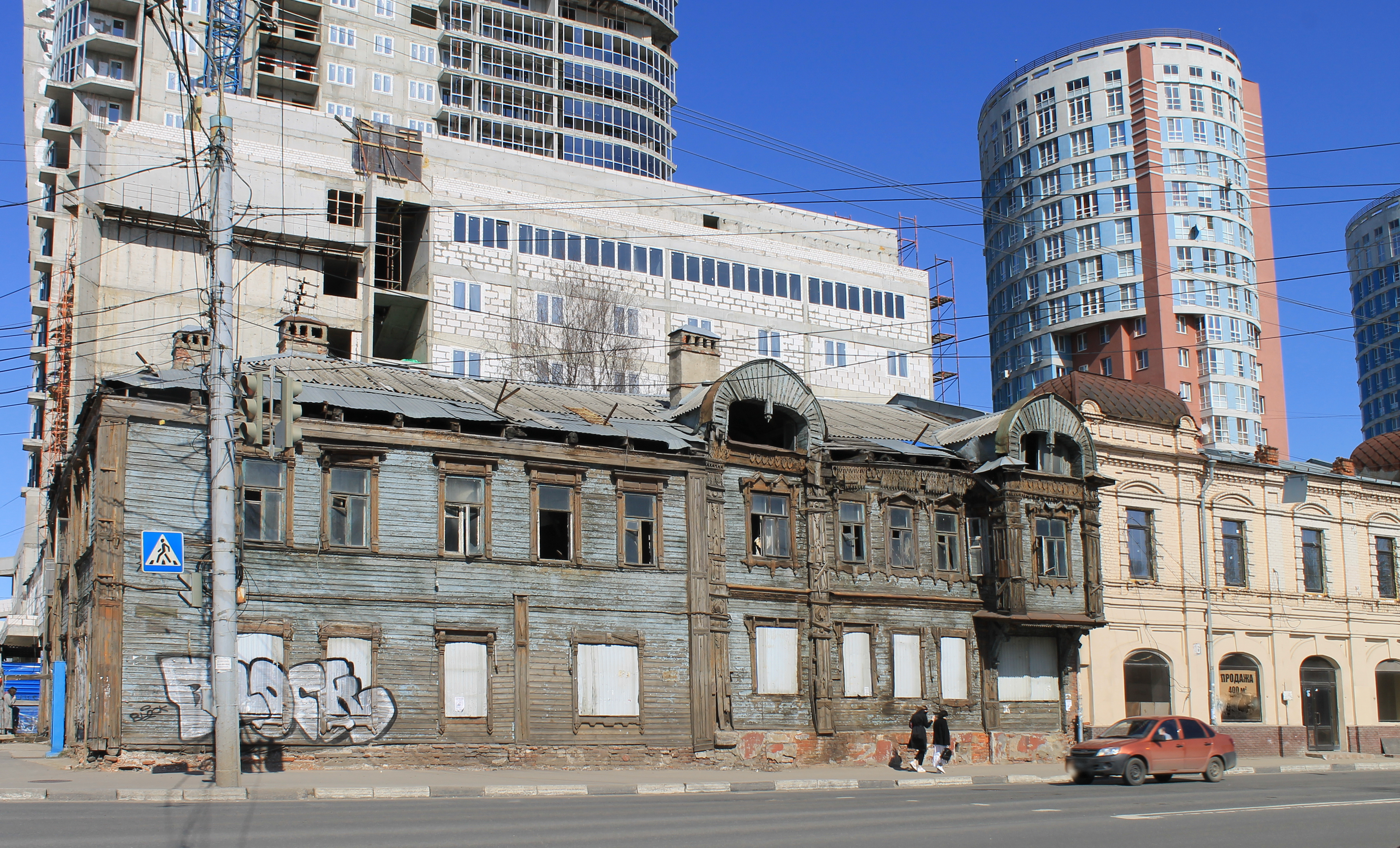
Флигель усадьбы К. П. Самгина, дом П. Л. Чардымова и дом М. Е. Башкирова. Фото 2021 года

Участок на углу Сенной площади и Большой Печёрской (ранее — Старо-Солдатской) улицы с середины XIX века был занят городской усадьбой, отмеченной на фиксационном плане Нижнего Новгорода 1852—1853 годов. Согласно оценочной ведомости 1874 года усадьба принадлежала жене унтер-офицера Пелагее Ивановне Фомичевой. Непосредственно на углу располагался одноэтажный деревянный флигель. На 1895 год в здании помещались лавка и трактир, принадлежавшие новому хозяину усадьбы Константину Павловичу Самгину. В начале XX века перестроен в двухэтажный дом, а позже перешёл в собственность крестьянина Павла Леонтьевича Чердымова (Чардымова).
Был доведён до аварийного состояния в связи со строительством многоэтажного здания гостиницы (ныне — ЖК «Парус»). Сгорел в мае 2022 года в результате поджога.
- № 54а — Дом П. Л. Чардымова

В 1910-е годы усадьба К. П. Самгина перешла во владение крестьянина П. Л. Чардымова, который уже имел торговые лавки на Сенной площади. По его заказу архитектор С. А. Левков в 1911 году построил дом в стиле модерн. Двухэтажное, деревянное здание имело ярко выраженные оси симметрии по боковым слабо выступающим ризалитам, имевшим дугообразный абрис со спаренными чердачными окнами. Во втором этаже был установлен выступающий прямоугольный в плане эркер, поддерживаемый деревянными кронштейнами. Лопатки были украшены накладным декором в виде рисунков: лиры, стилизованного силуэта головы волка.
При строительстве вышеупомянутого жилого комплекса дому, как и прилегавшему к нему флигелю, был нанесён значительный ущерб. Он также пострадал от поджога в 2022 году. Снесён в августе 2023 года.
- № 58 — Жилой дом

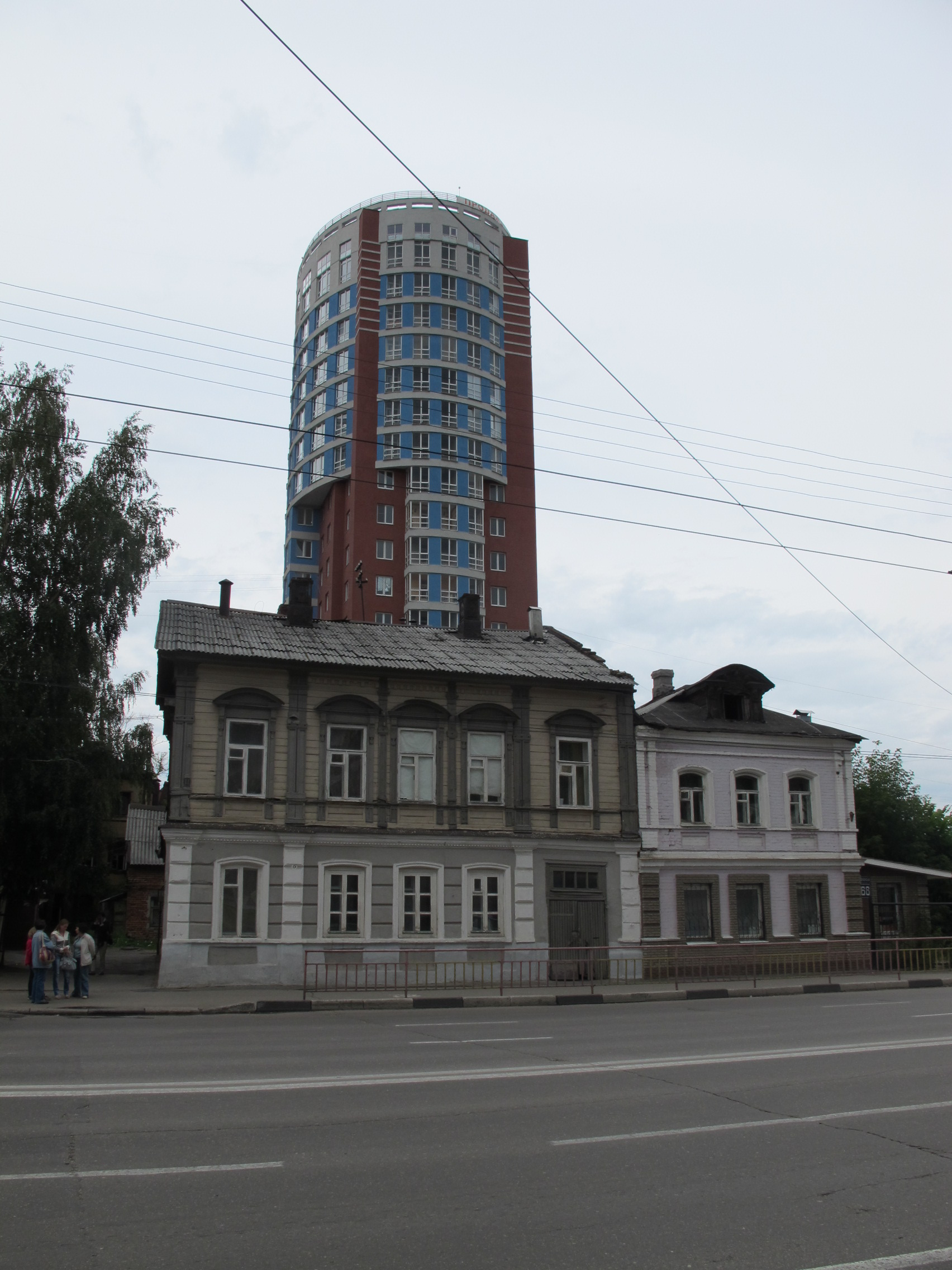
Дома № 66 и № 68

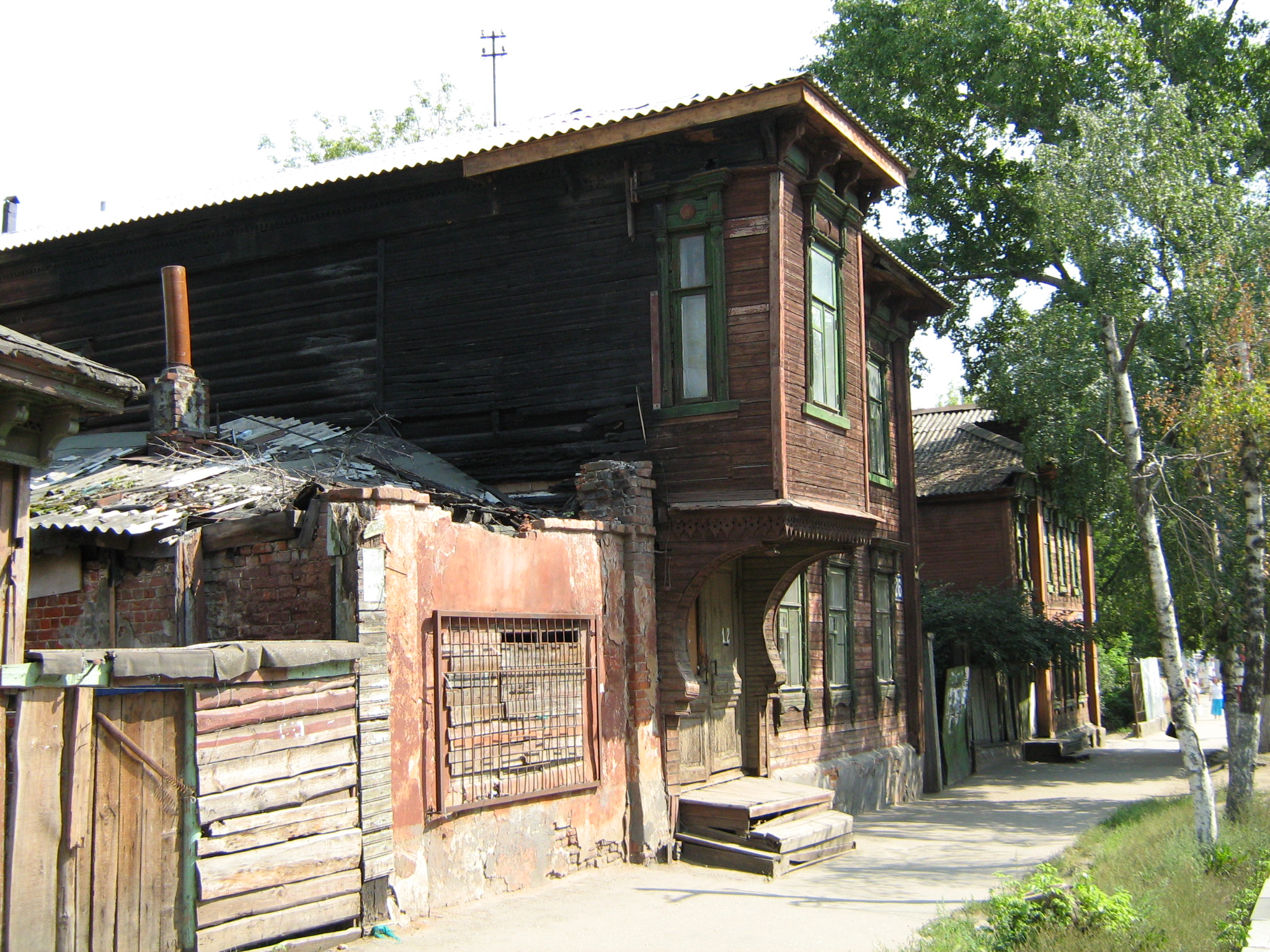
Дом № 76

Исторический ценный градоформирующий объект. Образец деревянной архитектуры Нижнего Новгорода XIX — начала XX вв. Снесён под строительство станции метро «Сенная».
- № 60 — Жилой дом

Исторический ценный градоформирующий объект. Образец деревянной архитектуры Нижнего Новгорода XIX — начала XX вв. Снесён под строительство станции метро «Сенная».
- № 66 — Жилой дом

Исторический ценный градоформирующий объект. Образец деревянной архитектуры Нижнего Новгорода XIX — начала XX вв. Снесён под строительство станции метро «Сенная».
- № 68 — Жилой дом

Исторический ценный градоформирующий объект. Снесён под строительство станции метро «Сенная».
- № 68в — Жилой дом

Исторический ценный градоформирующий объект. Образец деревянной архитектуры Нижнего Новгорода XIX — начала XX вв. Снесён под строительство станции метро «Сенная».
- № 71 — Жилой дом

Исторический ценный градоформирующий объект. Образец деревянной архитектуры Нижнего Новгорода XIX — начала XX вв. Руинирован, впоследствии снесён.
- № 72 — Жилой дом

Исторический ценный градоформирующий объект. Образец деревянной архитектуры Нижнего Новгорода XIX — начала XX вв. Снесён под строительство станции метро «Сенная».
- № 75 — Жилой дом

Исторический ценный градоформирующий объект. Образец деревянной архитектуры Нижнего Новгорода XIX — начала XX вв. Утрачен декор первого этажа. Снесён под строительство вестибюля станции метро «Сенная».
- № 76 — Жилой дом

Исторический ценный градоформирующий объект. Образец деревянной архитектуры Нижнего Новгорода XIX — начала XX вв. Снесён под строительство станции метро «Сенная».
- № 77 — Жилой дом

Исторический ценный градоформирующий объект. Утрачен декор первого этажа. Снесён под строительство вестибюля станции метро «Сенная».
- № 79 — Жилой дом

Исторический ценный градоформирующий объект. Образец деревянной архитектуры Нижнего Новгорода XIX — начала XX вв. В аварийном состоянии. Снесён под строительство вестибюля станции метро «Сенная».
- № 83 — Жилой дом

Исторический ценный градоформирующий объект. Снесён под строительство вестибюля станции метро «Сенная».
- № 85 — Жилой дом

Исторический ценный градоформирующий объект. Образец деревянной архитектуры Нижнего Новгорода XIX — начала XX вв. Снесён в декабре 2020 года.
- № 85А — Жилой дом

Исторический ценный градоформирующий объект. Образец деревянной архитектуры Нижнего Новгорода XIX — начала XX вв. Снесён в декабре 2020 года.
- № 87 — Дом с павлиньими перьями

Исторический ценный градоформирующий объект. Образец деревянной архитектуры Нижнего Новгорода XIX — начала XX вв. Пострадал от поджога. Снесён в декабре 2020 года.

## Известные жители
- д. 16 — с 1857 года здесь жил декабрист Иван Анненков с женой-француженкой Полиной Гебль, последовавшей за ним в Сибирь. С 1861 года Анненков — предводитель нижегородского дворянства.
- д. 25 — В. И. Даль — угол улиц Большой Печёрской и Мартыновской (ныне — Семашко), установлена мемориальная доска с барельефом работы нижегородского скульптора В. И. Пурихова[55].